# West Point (Virginia)
West Point is een plaats (town) in de Amerikaanse staat Virginia, en valt bestuurlijk gezien onder King William County.

## Demografie
Bij de volkstelling in 2000 werd het aantal inwoners vastgesteld op 2866.
In 2006 is het aantal inwoners door het United States Census Bureau geschat op 3099, een stijging van 233 (8.1%).

## Geografie
Volgens het United States Census Bureau beslaat de plaats een oppervlakte van
17,3 km², waarvan 13,3 km² land en 4,0 km² water. West Point ligt op ongeveer 18 m boven zeeniveau.

## Plaatsen in de nabije omgeving
De onderstaande figuur toont nabijgelegen plaatsen in een straal van 40 km rond West Point.